# Reinhard Todt

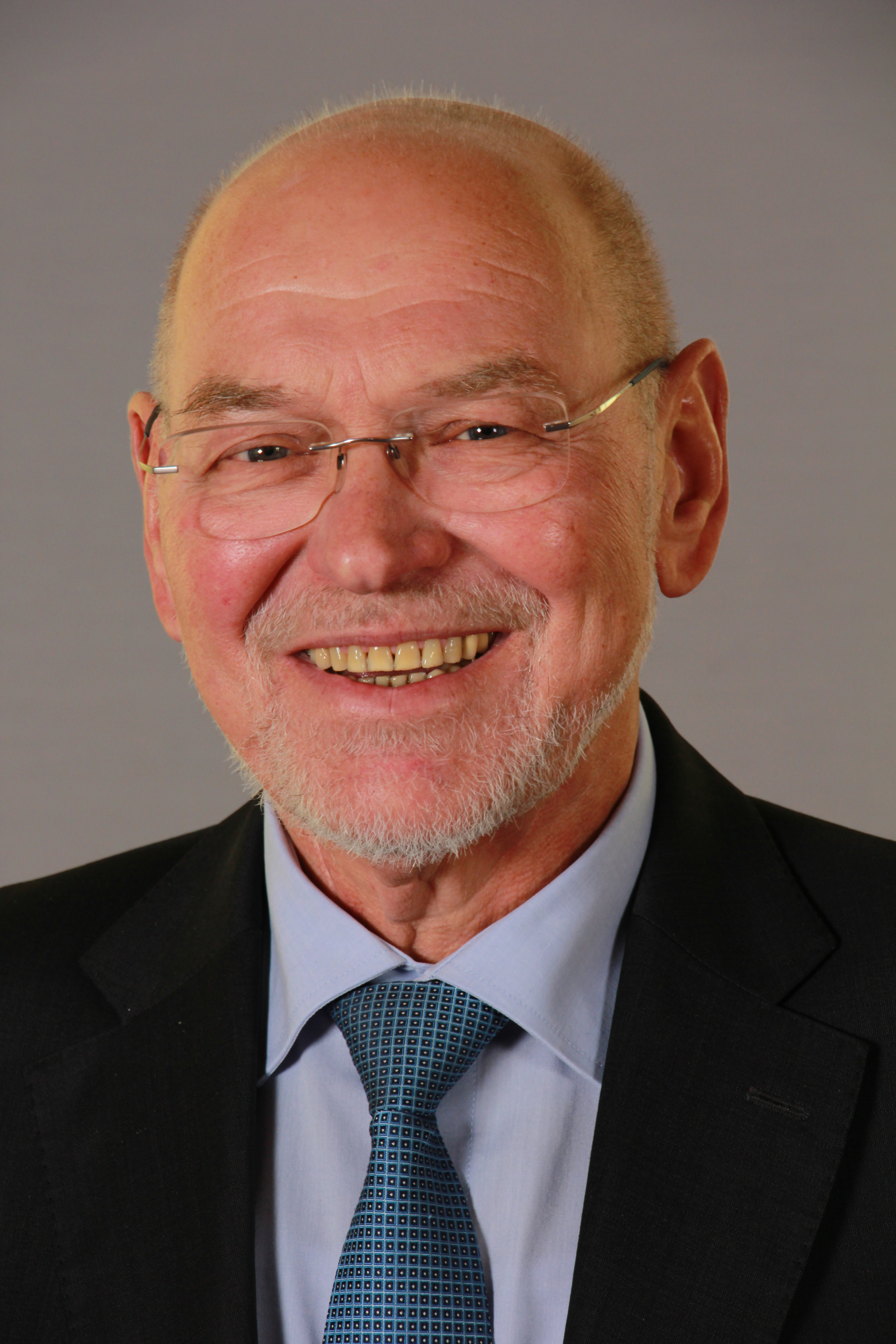
Reinhard Todt (2017)

Reinhard Todt (* 22. Jänner 1949 in St. Pantaleon, Oberösterreich; † 20. Jänner 2025 in Wien) war ein österreichischer Politiker (SPÖ). Er war von 2001 bis 2018 vom Wiener Landtag entsendetes Mitglied des Bundesrates. Im 2. Halbjahr 2013 und im 1. Halbjahr 2018 war er Präsident des Bundesrates.

## Ausbildung und Beruf
Todt wurde in St. Pantaleon in Oberösterreich geboren und besuchte zwischen 1955 und 1959 die Volksschule in seiner Heimatgemeinde. Er wechselte 1959 an die Hauptschule in Ostermiething und erlernte daraufhin zwischen 1963 und 1967 den Beruf des Maschinenschlossers. 1967 legte er die Facharbeiterprüfung ab. Er absolvierte zudem zwischen 1986 und 1988 den Lehrgang für Politikwissenschaft und Geschichte an der Universität Wien und legte die Berufsreifeprüfung ab.
Todt war zwischen 1967 und 1971 als Facharbeiter bei der Firma Palfinger in Salzburg beschäftigt, wobei er 1969 den Präsenzdienst absolvierte. Er wurde 1971 Abteilungsleiter im Schaltanlagenbau der Firma Ausserhofer in Salzburg und wechselte 1972 als Jugendsekretär zur SPÖ Salzburg. Zwischen 1975 und 1982 arbeitete er als Verbandssekretär der Sozialistischen Jugend Österreichs, 1982 wurde er Seminarleiter im Dr.-Karl-Renner-Institut. Danach war Todt zwischen 1988 und 1998 als Bezirkssekretär der SPÖ Wien-Simmering beschäftigt. Zwischen 1998 und 2008 war er Leitender Sekretär der SPÖ Wien sowie Projektleiter. Todt arbeitete von 2008 bis Ende 2014 als Generalsekretär des Pensionistenverbandes Österreichs.
Reinhard Todt starb im Jänner 2025, zwei Tage vor seinem 76. Geburtstag. Er wurde am Simmeringer Friedhof bestattet.

## Politische Laufbahn
Neben seinem beruflichen Engagement war Todt zwischen 1968 und 1970 als Bezirksvorsitzender der Roten Falken Salzburg-Stadt aktiv und hatte zwischen 1970 und 1972 die Funktion des Landesvorsitzenden der Roten Falken Salzburg inne. Daneben war er von 1970 bis 1973 Sektionsvorsitzender Stellvertreter der SPÖ Salzburg Stadt. Nach seinem Wechsel nach Wien wirkte er zwischen 1989 und 2009 als Sektionsvorsitzender der SPÖ Wien-Simmering, war von 1989 bis 2001 Bezirksrat in Simmering und von 1996 bis 2001 Vorsitzender des Finanzausschusses. Er war zudem ab 2005 Bezirksparteivorsitzender-Stellvertreter der SPÖ Wien-Simmering und wirkte von 1990 bis 2002 als Vorsitzender des Kulturvereins Simmering. 
Todt war vom 27. April 2001 bis zum 31. Dezember 2018 Mitglied des Bundesrates und wirkte zwischen dem 1. Juli 2011 und dem 31. Dezember 2011 als dessen Vizepräsident sowie im zweiten Halbjahr 2013 und im ersten Halbjahr 2018 als dessen Präsident.

## Auszeichnungen
- 2011: Großes Silbernes Ehrenzeichen für Verdienste um die Republik Österreich[3]
- 2019: Großes Goldenes Ehrenzeichen mit dem Stern für Verdienste um die Republik Österreich[4]